# Francesc Ferrer i Gironès
Francesc Ferrer i Gironès (Girona, 26 de juliol del 1935 - 17 de febrer del 2006) fou un historiador, polític i escriptor català.

## Biografia
Va néixer en una família obrera, el seu pare era paleta. Després d'acabar l'escola de comerç, va començar com a escrivent a la Farinera Ensesa. Mentre treballava va continuar estudiant, primer el peritatge i després el professorat. Fou professor a l'escola de Comerç a Sabadell. Des de 1959 secretari tècnic de l'Associació Catòlica de Dirigents. El 1963 va ser un dels promotors de la Llibreria Les Voltes a Girona, la primera que en les circumstàncies difícils del franquisme tardà, es dedicava obertament a la cultura catalana. El 1972 va esdevenir el president de la nova delegació d'Òmnium Cultural de Girona que va haver de treballar en la semiclandestinitat fins a la mort del dictador. Des de 1974 president de la Cambra de comerç de Girona i gerent de l'empresa immobiliària Pérez Xifra.
Ferrer fou un dels fundadors de Convergència Democràtica de Catalunya, partit pel qual fou escollit senador a les eleccions generals espanyoles del 1977. L'any següent va deixar CDC. Del 1979 al 1993 va ser senador però pel Partit dels Socialistes de Catalunya. Del 1995 al 2003 va ser diputat al Parlament de Catalunya per Esquerra Republicana de Catalunya (ERC). El 2003 es va presentar com a candidat a l'alcaldia de Girona per ERC i en va ser tinent d'alcalde.
Actuà com a activista en favor de la llengua catalana, i va publicar diversos llibres sobre la persecució del català. Va col·laborar amb entitats i mitjans de comunicació com el setmanari Presència, els Amics de la Bressola o la cooperativa Papyrus, que va fundar el diari El Punt. Era membre del Consell Consultiu de la Plataforma per la Llengua. Els seus assaigs han esdevingut de referència i van tenir «la meticulositat, rigor, constància i fermesa per anar recollint totes les lleis que des de 1714 s'han encarregat d'anar laminant o directament eliminant els drets relatius a la llengua» catalana. Fora de l'àmbit de la llengua, va fer estudis sobre temes econòmics i socials de les comarques gironines. Una de les darreres obres va ser una biografia històrica sobre Isabel Vilà i Pujol (1843-1896), una de les primeres dones sindicalistes al segle xix, que va inspirar els autors del musical IsaVel, estrenat el 2013.
El 24 de juny del 2005, ERC el va homenatjar en una sessió solemne i el 14 de novembre del mateix any, el ple del Parlament de Catalunya li va retre un homenatge nacional.
Morí el 17 de febrer de 2006 a conseqüència d'un linfoma cutani.

## Llegat
El 2006 es creà el premi literari Premi d'assaig Francesc Ferrer i Gironès en el seu honor. El 2011, l'editorial La Busca no era segur poder atorgar el premi, per manca de recursos. A l'ocasió del cinquè aniversari de la seva mort, el 2011, va seguir l'Associació Francesc Ferrer i Gironès, com a primer pas previ a la constitució d'una fundació.
El seu fons personal es conserva a l'Arxiu Nacional de Catalunya. Aplega així mateix els seus nombrosos escrits, preferentment col·laboracions i articles de premsa, durant el període 1959-2005. Comprèn un volum apreciable de correspondència agrupada en dossiers anuals. Pel que fa a l'activitat associativa, incorpora una petita mostra de documentació relativa a la seva etapa a la presidència de la Cambra de Comerç i Indústria de Girona. Però, sens dubte, la part més important del fons correspon a l'activitat política. Inclou la documentació sobre el període d'elaboració de l'Estatut d'Autonomia de Catalunya de 1979, les seves intervencions i iniciatives al senat espanyol (1977-1993) i les preguntes, proposicions i accions dutes a terme al Parlament de Catalunya (1995-2003). Mereix una menció específica el ric aplec de documentació relativa a les seves intervencions parlamentàries a les cambres espanyola i catalana en defensa de l'ús de la llengua catalana, que constitueixen un pou d'informació imprescindible per al coneixement de la situació de la llengua i el seu procés de normalització durant les primeres dècades de la recuperació democràtica. El fons aplega dossiers anuals de conferències, discursos i intervencions públiques, materials jurídics de suport a la seva acció política i reculls de premsa que inclouen també articles i entrevistes al productor del fons. Destaca, finalment, una «Col·lecció de manifestos, octavetes, documents i altres papers de caràcter polític i social» (1946-1984).

## Obres

### Assaigs
- La persecució política de la llengua catalana (1985, ISBN 8429723633)
- Via Fora! (1982)
- Catalunya light... els espanyols no són catalans (1986)[9]
- Lletres de batalla (1989)
- La insubmissió lingüística (1990)
- Catalanofòbia, Història del pensament anticatalà (2000)
- El Gran Llibre per la Independencia (2004).
- Isabel Vilà. La primera sindicalista catalana (2005)
- Joan Tutau i Vergés (2006) (sobre Joan Tutau, ministre de Finances de la Primera República Espanyola)

### Estudis
- Estructura comercial a les comarques gironines (1972)
- Una acció per l'habitatge (1991)
- Els moviments socials a les comarques gironines (1998)

## Distincions
- Creu de Sant Jordi (2005)
- Medalla d'Or del Consell Superior de Cambres de Comerç (1977)
- Premi de Normalització Lingüística de l'ADAC (1986)
- Menció personal del Premi Aramon i Serra a la Lleialtat lingüística (1993).
- Premi Nacional Joan Coromines - a títol pòstum (2006)